# William L. Manger
William L. Manger ist ein Tontechniker.

## Leben
Manger begann seine Karriere Mitte der 1970er Jahre. Sein Debüt hatte er 1975 mit Komödie The Manchu Eagle Murder Caper Mystery, einer Parodie auf den Film-noir-Klassiker Die Spur des Falken. Er arbeitete im Anschluss auch an einigen Fernsehproduktionen. Für sein Wirken beim Fernsehen war er zwischen 1977 und 1984 fünf Mal für Primetime Emmy nominiert, wobei er den Preis 1977 für seine Mitarbeit an Irvin Kershners Actionfilm ...die keine Gnade kennen gewinnen konnte. Sein Arbeitsschwerpunkt war jedoch der Film.
1984 erhielt er für WarGames – Kriegsspiele eine Nominierung für den BAFTA Film Award in der Kategorie Bester Ton. 1990 war er für Black Rain gemeinsam mit Milton C. Burrow für den Oscar in der Kategorie Bester Tonschnitt nominiert, die Auszeichnung ging in diesem Jahr jedoch an Ben Burtt und Richard Hymns für Indiana Jones und der letzte Kreuzzug.
1998 zog er sich aus dem Filmgeschäft zurück, seine letzte Arbeit war der Zeichentrickfilm Das magische Schwert – Die Legende von Camelot.

## Filmografie (Auswahl)
- 1977: Blutrausch (Eaten Alive)
- 1979: Wer geht denn noch zur Uni? (French Postcards)
- 1980: Xanadu
- 1983: WarGames – Kriegsspiele (WarGames)
- 1984: Ghostbusters – Die Geisterjäger  (Ghostbusters)
- 1985: Jenseits von Afrika (Out of Africa)
- 1986: Staatsanwälte küsst man nicht (Legal Eagles)
- 1987: Das Wunder in der 8. Straße (*batteries not included)
- 1989: Black Rain
- 1991: Auf die harte Tour (The Hard Way)
- 1993: Codename: Nina (Point of No Return)
- 1994: Die Verurteilten (The Shawshank Redemption)
- 1996: Einsame Entscheidung (Executive Decision)
- 1997: Batman & Robin

## Auszeichnungen (Auswahl)
- 1984: BAFTA Film Award in der Kategorie Bester Ton für War Games
- 1990: Oscar-Nominierung in der Kategorie Bester Tonschnitt für Black Rain